# Planète+
Planète+ – francuski telewizyjny kanał tematyczny nadawany od 24 września 1988 roku, poświęcony filmom dokumentalnym i reportażom przez 7 dni w tygodniu (ok. 22 filmy dziennie). Prezentuje filmy często premierowe, poświęcone historii najnowszej i tej dawniejszej, zagadkom przyrody, aktualnym światowym wydarzeniom, najbardziej zwariowanym wynalazkom.
Od 4 grudnia 1996 roku nadawany jest w Polsce, od 1997 w Niemczech i Włoszech, a od 1998 we francuskojęzycznej części Afryki. Nadawany jest również m.in. w Szwajcarii i Belgii. Łącznie na świecie ma 5 mln abonentów. W maju 2011 do dotychczasowej nazwy Planète dołączono znak "+".

## Planete+ Polska
Planete+ Polska emitowany jest w całości w polskiej wersji językowej, 10% stanowią produkcje własne. Współpracuje z ponad 300 operatorami sieci telewizji kablowej, dociera do 1,6 mln rodzin w średnich i dużych miastach Polski, ponadto dostępny jest na satelitarnej platformie cyfrowej Canal+.
Od 1 września 2004 roku producentem i nadawcą polskiej wersji Planete jest Canal+ Cyfrowy. Wcześniej kanał był produkowany we Francji i został tylko opatrzony polskim lektorem. 
11 listopada 2011 do dotychczasowej nazwy kanału dołączono znak "+" i uruchomiono wersję HDTV. 1 września 2014 roku zostało zmienione logo.
Od 10 grudnia 2021 roku Planete+ jest dostępny (wraz z Ale Kino+, MiniMini+, teleTOON+, Canal+ Kuchnia, Canal+ Domo oraz Novelas+) w Polsat Box.
Od 1 lutego 2024 r. Kanał nadaje 24-godziny na dobę. Do 31 stycznia 2024 r. kanał nadawał w godzinach 6:45-3:15.

## Logo
| Okres                                | Opis | Logo |
| ------------------------------------ | --- | ---- |
| 4 grudnia 1996 - 28 lutego 1999      | Czarne tło, a w nim biały napis ,,PLANETE'', a pod spodem sześć pasków i kulka z 3 kolorów: zielony, czerwony i niebieski.             |      |
| 1 marca 1999 - 18 stycznia 2004      | Logo podobne do poprzedniego, z tym że napis ,,PLANETE'' zmienił czcionkę i jest zmniejszony, a paski są ściśnięte i lekko pogrubione. |      |
| 19 stycznia 2004 - 10 listopada 2011 | Logo podobne do poprzedniego, z tym że kulka jest czerwona i gradientowa.                                                              |      |
| 11 listopada 2011 - 31 sierpnia 2014 | Czarny prostokąt i szary trójwymiarowy prostokąt z białym napisem ,,PLANETE+''.                                                        |      |
| od 1 września 2014                   | Pomarańczowe koło i szary prostokąt z białym napisem ,,Planete+''.                                                                     |      |